# هزاره نهم (پیش از میلاد)
(هزاره ۱۰ پ‌م - هزاره ۹ پ‌م - هزاره ۸ پ‌م - هزاره‌های دیگر)
هزاره ۹ قبل از میلاد نشان دهنده آغاز دوره نوسنگی است.
همچنین در این دوره کشاورزی و استفاده از سفال در سراسر هلال حاصلخیز گسترده‌تر شد. شهرک‌های بزرگتر مانند اریحا به وجود آمد.
هزاره نهم پیش از میلاد، سال‌های ۹۰۰۰ تا ۸۰۰۱ پیش از میلاد (۱۱ تا ۱۰ هزار سال پیش) را در بر می‌گیرد. از نظر گاهشماری، این اولین هزاره کامل از دوران هولوسن فعلی است که عموماً آغاز آن را ۹۷۰۰ سال پیش از میلاد (۱۱.۷ هزار سال پیش) می‌دانند. تعیین دقیق تاریخ وقایعی که در حوالی این هزاره رخ داده‌اند، غیرممکن است و تمام تاریخ‌های ذکر شده در اینجا، عمدتاً بر اساس تجزیه و تحلیل‌های زمین‌شناسی و انسان‌شناسی یا با استفاده از تاریخ‌گذاری رادیومتری تخمین زده می‌شوند.
در خاور نزدیک، به ویژه در هلال حاصلخیز، عصر گذرای فراپارینه سنگی به تدریج جای خود را به عصر نوسنگی داد و شواهدی از کشاورزی در سراسر شام تا کوه‌های زاگرس در ایران امروزی یافت شد. ویژگی اصلی عصر نوسنگی، سکونتگاه‌های کشاورزی است، که تقریباً با ابزار و سلاح‌های چوبی و سنگی هنوز مورد استفاده قرار می‌گیرند. اعتقاد بر این است که کشاورزی در پایان هزاره در چین آغاز شده بود. در جاهای دیگر، به ویژه در اروپا، عصر پارینه سنگی ادامه یافت.

## رویدادها
۹۰۰۰ پیش از میلاد - مدیترانه - اقامت در جزایر دریای مدیترانه آغاز شده‌است
۷۳۷۰ تا۸۵۰۰ پیش از میلاد- اریحا با ۲٬۰۰۰ نفر زن و مرد که در خانه‌های خشتی زندگی می‌کنند تأسیس شده‌است و توسط دیوار اریحا حفاظت می‌شده.

## اختراعات، اکتشافات، نوآوری‌ها
۹۰۰۰ سال قبل از میلاد- اولین شواهد از نگهداری گوسفند، در شمال عراق است.
۹۰۰۰ سال قبل از میلاد- کشف مس در شرق میانه
۸۰۰۰ سال قبل از میلاد- کشاورزی در بین‌النهرین
۸۰۰۰ سال قبل از میلاد- اهلی کردن خوک در چین و ترکیه
۸۰۰۰ سال قبل از میلاد- اهلی کردن بز در شرق میانه
۸۰۰۰ سال قبل از میلاد- شواهد اهلی کردن سگ برای مقابله با گرگها
۸۰۰۰ سال قبل از میلاد- مردم اریحا آجر را از خاک رس ساختند، و سپس آنها را در مقابل نور خورشید می‌گذاشتند تا سخت شود.

## محیط جهانی[۱]
در مقیاس زمانی زمین‌شناسی، اولین مرحله چینه‌شناسی هولوسن، «گرینلندین» از حدود ۹۷۰۰ سال قبل از میلاد تا تاریخ ثابت ۶۲۳۶ سال قبل از میلاد است و بنابراین شامل کل هزاره نهم می‌شود. نقطه شروع گرینلندین با پایان دوره خشکی‌های جوان‌تر و تغییر آب و هوا از نزدیک یخچالی به بین یخچالی مرتبط دانسته شده است که باعث عقب‌نشینی یخچال‌ها و افزایش سطح دریاها می‌شود.
تخمین زده شده است که پل خشکی برینگیا حدود ۸۵۰۰ سال قبل از میلاد مسیح در اثر بالا آمدن سطح دریا به زیر آب رفته است، به طوری که آمریکای شمالی و آسیا دوباره توسط آب‌های تنگه برینگ و دریای چوکچی از هم جدا شده‌اند. عموماً اعتقاد بر این است که در طول آخرین حداکثر یخبندان، مهاجرتی از طریق پل خشکی از شرق سیبری به آمریکای شمالی صورت گرفته است. مدتی پس از ذوب شدن یخچال‌های طبیعی آمریکا، این مردمان به سمت جنوب و به قاره وسیع‌تر جنوبی گسترش یافتند و بومیان آمریکا را تشکیل دادند. پس از اینکه پل خشکی توسط آب‌های بالا آمده دریا به زیر آب رفت، مهاجرت بیشتر از سیبری امکان‌پذیر نبود.
در طول هزاره، سه فوران آتشفشانی شناخته شده با بزرگی ۵ یا بیشتر در شاخص انفجار آتشفشانی (VEI) رخ داده است. این فوران‌ها در اولئونگدو (معروف به اولرئونگ)، جزیره‌ای در شرق شبه جزیره کره، حدود ۸۷۵۰ سال قبل از میلاد؛ گریمسفونت، شمال شرقی ایسلند، حدود ۸۲۳۰ سال قبل از میلاد؛ و تائوپو کالدرا (Taupō Volcano)، نیوزیلند، حدود ۸۱۳۰ سال قبل از میلاد رخ داده است. بزرگترین فوران در گریمسفونت، با شاخص VEI 6، رخ داد که حدود ۱۵ کیلومتر مکعب (۳.۶ مایل مکعب) تفرا تولید کرد.

## جمعیت و جوامع[۱]
با آغاز نوسنگی در هلال حاصلخیز، اکثر مردم در سراسر جهان هنوز در جوامع پراکنده شکارچی-گردآورنده زندگی می‌کردند که به طور محکم در دوران پارینه سنگی باقی مانده بودند. جمعیت جهان احتمالاً پایدار و به آرامی در حال افزایش بود. تخمین زده می‌شود که در 10000 سال قبل از میلاد حدود پنج میلیون نفر وجود داشته که تا 5000 سال قبل از میلاد به چهل میلیون و تا 1600 سال قبل از میلاد به 100 میلیون نفر رسیده است. این میانگین نرخ رشد 0.027٪ در سال از آغاز نوسنگی تا عصر برنز میانی است.
خاور نزدیک
از آغاز هزاره نهم، گوبکلی تپه پس از احتمالاً اولین سکونت در هزاره قبل، مسکونی شد. این یک پناهگاه سنگی تراشیده شده بر فراز تپه در جنوب شرقی آناتولی است که شامل قدیمی‌ترین مگالیت‌های شناخته شده جهان است. همانند گوبکلی تپه، محل تل قرامل، در شمال غربی سوریه، از 9000 سال قبل از میلاد مسیح، پس از اولین سکونت احتمالی در هزاره قبل، مسکونی بوده است. در همان منطقه، سکونتگاه نوالی چوری (Nevalı Çori) حدود 8500 سال قبل از میلاد مسیح قدمت دارد. در جای دیگری از هلال حاصلخیز، شواهدی از سکونتگاه‌هایی در موریبت و گنج دره از حدود 8500 سال قبل از میلاد مسیح وجود دارد. (7400 سال قبل از میلاد)
اروپا
اعتقاد بر این است که مکان‌های اروپایی که قبل از سال ۸۵۰۰ میلادی در آنها سکونت داشته‌اند، هنوز جوامعی از دوران پارینه سنگی یا در بهترین حالت، میان‌سنگی بوده‌اند. در استار کار در یورکشایر شمالی، نتایج تجزیه و تحلیل کربن-۱۴ در سال ۲۰۱۸ نشان می‌دهد که سکونت ابتدا بین سال‌های ۹۳۳۵ تا ۹۲۷۵ پیش از میلاد آغاز شد و به مدت حدود ۸۰۰ سال تا سال‌های ۸۵۲۵ تا ۸۴۴۰ پیش از میلاد ادامه یافت، اگرچه چنین سکونت‌هایی ممکن است ماهیتی پراکنده داشته و شدت آنها بین دوره‌های مختلف متفاوت بوده باشد. کاوش‌های باستان‌شناسی در کراموند در اسکاتلند ماقبل تاریخ، شواهدی از سکونت مربوط به حدود سال ۸۵۰۰ پیش از میلاد را کشف کرده است. ممکن است سکونتگاه دیگری در آرو (Ærø) در دانمارک ایجاد شده باشد.
ژاپن
در ژاپن، فرهنگ جومون احتمالاً در این زمان توسط جوامع کوچکی در سمت اقیانوس آرام هونشو تأسیس شده بود. این کلمه به معنای "الگوی طنابی" است که به سفالگری متمایز آن دوره اشاره دارد. از آنجایی که چرخ سفالگری وجود نداشت، خاک رس به شکل طناب آماده می‌شد و به صورت دستی به سمت بالا پیچیده می‌شد تا ظرفی ساخته شود که در آتش باز پخته می‌شد. در ابتدا، ظروف کاسه و کوزه ساده بودند، اما بعداً هنری شدند. تاریخ‌های پیشنهادی برای شروع جومون بسیار متغیر است و از عصر یخبندان تا حدود ۴۵۰۰ میلادی متغیر است. عموماً پذیرفته شده است که این دوره حدود ۳۰۰ سال قبل از میلاد به پایان رسید و دوره یایویی جایگزین آن شد.
قاره آمریکا
در آمریکای شمالی، اعتقاد بر این است که فرهنگ کلوویس سرخپوستان کهن حدود ۸۸۰۰ سال قبل از میلاد مسیح به پایان رسیده و گونه‌های محلی متعددی را به وجود آورده است. یکی از این فرهنگ‌ها، مجموعه فولسوم بود که در دشت‌های بزرگ متمرکز بود و قدمت آن به حدود ۹۰۰۰ تا ۸۰۰۰ سال قبل از میلاد مسیح برمی‌گردد. این مردم شکارچی-گردآورنده بودند و گاومیش کوهان‌دار منقرض‌شده باستانی را شکار می‌کردند.
در پاتاگونیا، سنت فل در طول هزاره در کوئوا فل رواج داشت. یکی دیگر از مکان‌های سرخپوستان کهن در این منطقه، دره لاس کوئواس در نزدیکی لوس تولدوس (سانتا کروز) است که در آن هنر سنگی یافت شده است.
در آمریکای مرکزی، بقایای سه فسیل انسان ماقبل تاریخ از سال ۲۰۰۶ در سیستم غاری چان هول در کینتانا رو، مکزیک کشف شده است. قدمت همه آنها به حدود هزاره نهم میلادی برمی‌گردد.
جنگ‌های اولیه
شواهدی از پیش‌زمینه جنگ در ناتاروک در کنیا یافت شده است. بقایای حداقل ۲۷ نفر پیدا شده و قدمت آنها به ۷۵۵۰ تا ۸۵۵۰ سال قبل از میلاد مسیح برمی‌گردد. وضعیت اسکلت‌ها نشان می‌دهد که قتل عامی رخ داده است، زیرا دست‌ها بسته شده و جمجمه‌ها با نیروی محکم خرد شده‌اند. جوامع آفریقا در آن زمان، شکارچیان کوچ‌نشین بوده‌اند.

## رشد کشاورزی[۱]
فرهنگ ناتوفیان همچنان در مناطق شام و بین‌النهرین علیا در هلال حاصلخیز رواج داشت و مهم‌ترین مکان آن در اریحا (تل السلطان) در دره رود اردن بود.
حدود ۸۵۰۰ سال قبل از میلاد، ناتوفی‌ها گندم وحشی را با داس‌های لبه‌دار برداشت می‌کردند. تقریباً در همان زمان، یا کمی بعد از آن، گندم وحشی با یک علف بز طبیعی تلاقی کرد تا گندم زرد (Emmer) را تشکیل دهد، که دانه‌های آن می‌توانستند در باد پراکنده شوند و به طور طبیعی پخش شوند. بعدها، گندم زرد با یک علف بز دیگر تلاقی کرد تا هیبرید حتی بزرگتری را که گندم نان است، تشکیل دهد. ناتوفی‌ها یاد گرفتند که چگونه گندم جدید را برداشت کنند، آن را به آرد تبدیل کنند و نان درست کنند. نان اولیه بدون مخمر بود و خمیر آن روی سنگ‌های داغ خشک می‌شد. ژاکوب برونوفسکی در سال ۱۹۷۳ نوشت که ترکیب گندم و آب در اریحا انسان را قادر به آغاز تمدن کرد. اریحا، با داشتن یک چشمه طبیعی، واحه‌ای در حاشیه صحرای سوریه بود و اگرچه تحولات مشابهی در جاهای دیگر رخ داد، برونوفسکی اریحا را "جهان کوچکی از تاریخ" نامید.
اولین کشت شناخته شده عدس در موریبت در سوریه بود، جایی که گندم و جو نیز کشت می‌شد. عدس بعداً (حدود ۷۵۰۰ سال قبل از میلاد) در حاجیلار و چایونو در ترکیه یافت شد. از گنج دره، در کردستان ایران، به عنوان اولین سکونتگاه برای اهلی کردن حیوانات، به ویژه بز، در اواخر هزاره یاد شده است.
کشاورزی ممکن است در خاور دور قبل از ۸۳۰۰ سال قبل از میلاد، تاریخ تخمینی برای اولین کشت ارزن معمولی، آغاز شده باشد. ارزن پروسو (Panicum miliaceum) و ارزن دم روباهی (Setaria italica) از محصولات مهم اوایل نوسنگی چین بودند. برخی از اولین شواهد کشت ارزن در چین در سیشان (شمال) یافت شد، جایی که فیتولیت‌های پوسته ارزن پروسو و اجزای بیومولکولی حدود ۱۰۳۰۰ تا ۸۷۰۰ سال پیش در گودال‌های ذخیره‌سازی به همراه بقایای خانه‌های گودالی، سفال و ابزارهای سنگی مربوط به کشت ارزن شناسایی شده‌اند.

## سفالگری و سیستم‌های تاریخ‌گذاری[۱]
اعتقاد بر این است که سفالگری از حدود ۱۸۰۰۰ سال پیش از میلاد مسیح، با شروع از چین، به طور مستقل در مکان‌های مختلف اختراع شده است - به عنوان مثال، در اونجوگو در مالی مرکزی (مربوط به حدود ۹۴۰۰ سال پیش از میلاد). این نوآوری‌های اولیه احتمالاً به طور تصادفی توسط آتش‌هایی که بر روی خاک رس روشن می‌شدند، ایجاد شده‌اند. چرخ سفالگری هنوز اختراع نشده بود و در جاهایی که سفالگری به این شکل ساخته می‌شد، هنوز با دست و اغلب با استفاده از کلاف پیچیدن و پخت در کوره انجام می‌شد.
اولین سیستم گاه‌شماری سفالگری، چارچوب مینوسی اولیه، میانی و پسین بود که در اوایل قرن بیستم توسط سر آرتور ایوانز برای یافته‌های عصر برنز خود در کنوسوس برای دوره حدود ۲۸۰۰ پیش از میلاد تا حدود ۱۰۵۰ پیش از میلاد ابداع شد. دیم کتلین کنیون، باستان‌شناس اصلی تل السلطان (اریحای باستانی) بود و کشف کرد که هیچ سفالی در آنجا وجود ندارد. ظروفی که او پیدا کرد از سنگ ساخته شده بودند و او به طور منطقی حدس زد که ظروف ساخته شده از چوب یا الیاف گیاهی مدت‌ها پیش پوسیده شده‌اند. کنیون با استفاده از سیستم ایوانز به عنوان معیار، نوسنگی خاور نزدیک را به مراحلی به نام نوسنگی پیش از سفال A (PPNA)، از حدود ۱۰۰۰۰ پیش از میلاد تا حدود ۸۸۰۰ پیش از میلاد؛ نوسنگی پیش از سفال B (PPNB)، از حدود ۸۸۰۰ پیش از میلاد تا حدود ۶۵۰۰ پیش از میلاد؛ و سپس نوسنگی سفالی (PN)، که نقاط شروع متفاوتی از حدود ... داشت، تقسیم کرد. ۶۵۰۰ سال قبل از میلاد تا آغاز عصر برنز در اواخر هزاره چهارم. در آغاز هزاره نهم، فرهنگ ناتوفیان با فرهنگ PPNA که در مناطق شام و بین‌النهرین علیا در هلال حاصلخیز رواج داشت، همزیستی داشت.

## متالورژی[۱]
مس (Cu، ۲۹) در ابتدا به صورت کلوخه‌های خام سطحی یافت می‌شد و اولین بار در خاورمیانه مورد استفاده قرار گرفت. بعدها از سنگ‌های معدنی مانند مالاکیت استخراج شد. یک آویز مسی از بین‌النهرین مربوط به ۸۷۰۰ سال قبل از میلاد است. استفاده از مس و از هزاره هشتم، سرب (Pb، ۸۲) به تدریج صورت گرفت - تا زمانی که فرآیندهای سیستماتیک برای استخراج فلزات از سنگ‌های معدنی آنها توسعه داده نشد، نتوانست گسترش یابد. این اتفاق تا حدود هزاره ششم رخ نداد.

## سده‌ها
- سده ۹۰ پ. م
- سده ۸۹ پ. م
- سده ۸۸ پ. م
- سده ۸۷ پ. م
- سده ۸۶ پ. م
- سده ۸۵ پ. م
- سده ۸۴ پ. م
- سده ۸۳ پ. م
- سده ۸۲ پ. م
- سده ۸۱ پ. م

<! == پیوند به بیرون ==>
| هزاره | سده   | سده   | سده   | سده   | سده   | سده   | سده   | سده   | سده   | سده   |
| ----- | ----- | ----- | ----- | ----- | ----- | ----- | ----- | ----- | ----- | ----- |
| ۹ پ‌م: | ۹۰ پ‌م | ۸۹ پ‌م | ۸۸ پ‌م | ۸۷ پ‌م | ۸۶ پ‌م | ۸۵ پ‌م | ۸۴ پ‌م | ۸۳ پ‌م | ۸۲ پ‌م | ۸۱ پ‌م |
| ۸ پ‌م: | ۸۰ پ‌م | ۷۹ پ‌م | ۷۸ پ‌م | ۷۷ پ‌م | ۷۶ پ‌م | ۷۵ پ‌م | ۷۴ پ‌م | ۷۳ پ‌م | ۷۲ پ‌م | ۷۱ پ‌م |
| ۷ پ‌م: | ۷۰ پ‌م | ۶۹ پ‌م | ۶۸ پ‌م | ۶۷ پ‌م | ۶۶ پ‌م | ۶۵ پ‌م | ۶۴ پ‌م | ۶۳ پ‌م | ۶۲ پ‌م | ۶۱ پ‌م |
| ۶ پ‌م: | ۶۰ پ‌م | ۵۹ پ‌م | ۵۸ پ‌م | ۵۷ پ‌م | ۵۶ پ‌م | ۵۵ پ‌م | ۵۴ پ‌م | ۵۳ پ‌م | ۵۲ پ‌م | ۵۱ پ‌م |
| ۵ پ‌م: | ۵۰ پ‌م | ۴۹ پ‌م | ۴۸ پ‌م | ۴۷ پ‌م | ۴۶ پ‌م | ۴۵ پ‌م | ۴۴ پ‌م | ۴۳ پ‌م | ۴۲ پ‌م | ۴۱ پ‌م |
| ۴ پ‌م: | ۴۰ پ‌م | ۳۹ پ‌م | ۳۸ پ‌م | ۳۷ پ‌م | ۳۶ پ‌م | ۳۵ پ‌م | ۳۴ پ‌م | ۳۳ پ‌م | ۳۲ پ‌م | ۳۱ پ‌م |
| ۳ پ‌م: | ۳۰ پ‌م | ۲۹ پ‌م | ۲۸ پ‌م | ۲۷ پ‌م | ۲۶ پ‌م | ۲۵ پ‌م | ۲۴ پ‌م | ۲۳ پ‌م | ۲۲ پ‌م | ۲۱ پ‌م |
| ۲ پ‌م: | ۲۰ پ‌م | ۱۹ پ‌م | ۱۸ پ‌م | ۱۷ پ‌م | ۱۶ پ‌م | ۱۵ پ‌م | ۱۴ پ‌م | ۱۳ پ‌م | ۱۲ پ‌م | ۱۱ پ‌م |
| ۱ پ‌م: | ۱۰ پ‌م | ۹ پ‌م  | ۸ پ‌م  | ۷ پ‌م  | ۶ پ‌م  | ۵ پ‌م  | ۴ پ‌م  | ۳ پ‌م  | ۲ پ‌م  | ۱ پ‌م  |
| ۱:    | ۱     | ۲     | ۳     | ۴     | ۵     | ۶     | ۷     | ۸     | ۹     | ۱۰    |
| ۲:    | ۱۱    | ۱۲    | ۱۳    | ۱۴    | ۱۵    | ۱۶    | ۱۷    | ۱۸    | ۱۹    | ۲۰    |
| ۳:    | ۲۱    | ۲۲    | ۲۳    | ۲۴    | ۲۵    | ۲۶    | ۲۷    | ۲۸    | ۲۹    | ۳۰    |
| ۴:    | ۳۱    | ۳۲    | ۳۳    | ۳۴    | ۳۵    | ۳۶    | ۳۷    | ۳۸    | ۳۹    | ۴۰    |